# Philophylla heringi
Philophylla heringi
 es una especie de insecto del género Philophylla de la familia Tephritidae del orden Diptera. 
Han la describió científicamente por primera vez en el año 1999.